# إدارة خدمات إعادة التأهيل
إدارة خدمات إعادة التأهيل (اختصارًا RSA) هي وكالة فيدرالية تابعة لوزارة التعليم الأمريكية ومكتب التعليم الخاص وخدمات إعادة التأهيل ويقع مقرها الرئيسي داخل وزارة التعليم في واشنطن العاصمة وقد تم إنشاؤها لإدارة أجزاء من قانون إعادة التأهيل لعام 1973. مهمتها هي توفير القيادة والموارد لمساعدة الدولة والوكالات الأخرى في توفير إعادة التأهيل المهني (في آر) وغيرها من الخدمات للأفراد ذوي الإعاقة لتعظيم فرص عملهم واستقلالهم ودمجهم في المجتمع وسوق العمل التنافسية.
تتولى آر أس إيه مسؤولية: إدارة برامج المنح الصيغية والتقديرية التي يقرها الكونجرس، وتقييم ومراقبة وإعداد التقارير عن تنفيذ السياسات والبرامج الفيدرالية وفعالية إعادة التأهيل المهني والتوظيف المدعوم والبرامج الأخرى ذات الصلة للأفراد ذوي الإعاقة، والتنسيق مع الوكالات الفيدرالية الأخرى والوكالات الحكومية والقطاع الخاص بما في ذلك المنظمات المهنية ومقدمي الخدمات ومنظمات الأشخاص ذوو الإعاقة لمراجعة قضايا التخطيط للبرنامج وتنفيذه ورصده.
توفر آر أس إيه القيادة الوطنية والإدارة لـ: برامج المنح الأساسية الحكومية والصيغية -بما في ذلك المنح المقدمة لوكالات إعادة التأهيل المهني الحكومية- وبرامج المنح التقديرية للتدريب على إعادة التأهيل ومرافق البيع بموجب قانون راندولف شيبارد وبرامج مركز هيلين كيلر الوطني (سي آي تي إي).
تقع برامج المنح التي تندرج تحت اختصاص آر أس إيه في مجالات مختلفة مثل مراكز المساعدة الفنية ومشاريع العرض التوضيحي والتدريب والدعوة للعملاء والسكان المحرومين. إن البرنامج الأكبر الذي تديره آر أس إيه هو برنامج خدمات إعادة التأهيل المهني الحكومي والذي يساعد بدرجة أساسية في الانخراط في عمل مربح. فإذا كانت الدولة غير قادرة على خدمة جميع الأفراد ذوي الإعاقة تعطى الأولوية للأفراد ذوي الإعاقات الأكثر خطورة.

## التاريخ
قبل إنشاء آر أس إيه شارك إقرار التشريعات بدور رئيسي في وضع الأساس للشراكة الفيدرالية والولائية. كما ساعد قانون سميث هيوز في عام 1917 على إنشاء المجلس الفيدرالي للتعليم المهني والذي سيعمل في وقت لاحق على تنظيم برامج إعادة التأهيل المهني للمحاربين القدامى والمدنيين. وتزامنًا مع الحرب العالمية الأولى أشرف المجلس الفيدرالي للتعليم المهني على برنامج إعادة التأهيل المهني للمحاربين القدامى المعاقين بموجب قانون إعادة تأهيل الجندي لعام 1918. وفي عام 1920 توسع قانون سميث-فيس (قانون إعادة التأهيل المهني المدني) نطاق اختصاص المجلس الفيدرالي لإعادة التأهيل المهني للإشراف على برنامج إعادة التأهيل المهني المدني الذي سيُمول على أساس التطابق بنسبة 50-50 مع الولايات. فسوف يحتاج الكونجرس إلى التصويت بصفة دورية لتمديد التمويل لأنه لم يكن دائماً في هذا الوقت.
ساعد قانون راندولف-شيبارد في عام 1936 وقانون فاغنر-أوداي في عام 1938 في إعطاء الأولوية لتوظيف الأفراد ضعاف البصر لتشغيل أكشاك البيع في المباني الفيدرالية وألزم الوكالات الفيدرالية بشراء منتجات معينة من المنظمات غير الربحية التي توظف الأشخاص المكفوفين على التوالي. وقد أدت هذه القوانين إلى إنشاء الصناعات الوطنية للمكفوفين. فقامت الصناعات الوطنية للمكفوفين بتوظيف أمريكيين مكفوفين قاموا بتصنيع وبيع المنتجات تحت اسم الشركة سكيلكرافت.

## تعديلات قانون إعادة التأهيل المهني
في عام 1954 زاد القانون العام 565 التمويل المتساوي من الحكومة الفيدرالية إلى 3 دولارات فيدرالية لكل دولارين من دولارات الولاية ووسع الخدمات المقدمة للأشخاص ذوي الإعاقات الفكرية. وقد نص القانون على منح المنح للأبحاث والتدريب التعليمي لمستشاري إعادة التأهيل في الجامعات. باعتبارها مديرة مكتب إعادة التأهيل المهني بالولايات المتحدة وأصدرت ماري سويتزر أموالاً لأكثر من 100 برنامج إعادة تأهيل مرتبط بالجامعات وكانت مناصرة قوية لتحسين نوعية الحياة للأشخاص ذوي الإعاقة.
توسع القانون العام 89-333 التمويل الفيدرالي إلى نسبة 75-25 في عام 1965. كما أدى ذلك إلى إزالة الحاجة الاقتصادية كمتطلب للخدمات.
في عام 1972 أقر الكونجرس النسخ الأولى من قانون إعادة التأهيل ولكن الرئيس ريتشارد نيكسون استخدم حق النقض ضده - مرة في أكتوبر 1972 ثم مرة أخرى في مارس 1973. وفي نهاية المطاف وقع الرئيس نيكسون على مشروع القانون الذي أطلق عليه اسم قانون إعادة التأهيل لعام 1973 والذي رعاه النائب جون براديماس ليصبح قانونًا في 26 سبتمبر/أيلول 1973. إن أحد البنود الرئيسية في القانون هو القسم 504 من قانون إعادة التأهيل الذي ينص على أنه "لا يجوز لأي فرد معاق مؤهل في الولايات المتحدة بناءً على إعاقته فقط أن يُستبعد من المشاركة أو يُحرم من فوائد أو يتعرض للتمييز بموجب أي برنامج أو نشاط يتلقى مساعدة مالية فيدرالية". وهذا يعني أن أي منظمة أو برنامج يتلقى تمويلًا فيدراليًا لا يمكنه التمييز ضد الأفراد ذوي الإعاقة. وأحد الأغراض الرئيسية لهذا القانون هو توفير أساس قانوني لإدارة خدمات إعادة التأهيل التي تساعد في تطوير وصيانة اللوائح الفيدرالية للأفراد ذوي الإعاقة وأسرهم لمساعدتهم في العثور على وظائف والعيش بصفة مستقلة. وإن هيئة إعادة التأهيل الملكية هي الوكالة الرئيسية المسؤولة عن تنفيذ العناوين الأولى (خدمات إعادة التأهيل المهني) والثالثة (التطوير المهني والمشاريع الخاصة والعروض التوضيحية) والسادسة (فرص العمل للأفراد ذوي الإعاقة) والسابعة (خدمات المعيشة المستقلة ومراكز المعيشة المستقلة) بالإضافة إلى أجزاء محددة من العنوان الخامس (الحقوق والدعوة) من قانون إعادة التأهيل.
استمر قانون إعادة التأهيل في التطور ففي عام 1986 ساعد القانون العام 99-506 في تحسين وتركيز الخدمات المقدمة لأولئك الذين يعانون من أشد الإعاقات. كما قاموا بتعريف التوظيف المدعوم بأنه "نتيجة مشروعة لإعادة التأهيل". وساعد القسم 504 من قانون إعادة التأهيل لعام 1973 في التأثير على التشريعات الإضافية مثل قانون الأمريكيين ذوي الإعاقة لعام 1990. أما في عام 1998 فقد أثر قانون استثمار القوى العاملة (دبليو آي إيه) على برامج مثل آر أس إيه ووفقًا لموقع آر أس إيه على الويب كان الهدف من ذلك تعزيز وتحسين نظام تطوير القوى العاملة العامة في البلاد ومساعدة الأمريكيين الذين يواجهون حواجز كبيرة أمام التوظيف بما في ذلك الأفراد ذوي الإعاقة في الحصول على وظائف ومهن عالية الجودة ومساعدة أصحاب العمل في توظيف العمال المهرة والاحتفاظ بهم. في عام 2014 وقعوا قانون الابتكار والفرصة في القوى العاملة (دبليو آي أو إيه) ليصبح قانونًا معدّلًا لقانون إعادة التأهيل لعام 1973. بالإضافة إلى ذلك قدمت دبليو آي أو إيه أيضًا خدمات الانتقال قبل التوظيف للشباب في المدارس الثانوية الذين تتراوح أعمارهم بين 14 و21 عامًا لتدريس 5 خدمات أساسية. وتشمل هذه الخدمات: استشارات استكشاف الوظائف والاستشارات بشأن الفرص التعليمية بعد المرحلة الثانوية والدفاع عن الذات والاستعداد لمكان العمل وتجارب التعلم القائمة على العمل. كما عدل العنوان الرابع من قانون دبليو آي أو إيه العنوان الأول من قانون إعادة التأهيل لعام 1973. فبموجب قانون تنمية القوى العاملة في الولايات المتحدة يتعين على حاكم كل ولاية أو إقليم تقديم خطة ولاية موحدة أو مشتركة إلى وزارة العمل الأمريكية والتي تحدد استراتيجية مدتها أربع سنوات لنظام تنمية القوى العاملة في الولاية. وتتوفر خطة كل ولاية الممتدة لأربع سنوات على موقع آر أس إيه الإلكتروني وتتطلب من العديد من الوكالات الحكومية العمل معًا لمراجعة خطط الولايات والموافقة عليها.

## المنشورات
- التقارير السنوية 1999-2013
- تقارير المراجعة السنوية لآر أس إيه حول أداء الولاية 2010-2015
- ممارسات آر أس إيه الناشئة
- معايير التقييم ومؤشرات الأداء لبرنامج خدمات التأهيل المهني
- القيود الوظيفية لمستهلكي إعادة التأهيل المهني (VR) - التقرير النهائي
- دراسة طولية أجرتها آر أس إيه لبرنامج خدمات إعادة التأهيل المهني
- مراقبة آر أس إيه لبرنامج إعادة التأهيل المهني - مطلوب بموجب المادة 107
- بحث موجز في آر أس إيه في آر
- مخطط جداري لأداء إعادة التأهيل المهني على مستوى الولاية التابع لآر أس إيه
- دراسات تقييم آر أس إيه
- معلومات دعم آر أس إيه لبيانات آر أس إيه-911

## روابط خارجية
- البوابة الإلكترونية الرسمية لـ RSA
- وزارة التعليم: طلب ميزانية السنة المالية 2017 لخدمات إعادة التأهيل وأبحاث الإعاقة
- دليل لقوانين حقوق الأشخاص ذوي الإعاقة
- قانون إعادة التأهيل والصلة بقانون الأمريكيين ذوي الإعاقة
- التاريخ التشريعي لبرنامج إعادة التأهيل المهني على مستوى الولاية والحكومة الفيدرالية الأمريكية
- جامعة ولاية كولورادو - تاريخ التشريع للتوعية بالإعاقة
- وكالة الدولة للتأهيل المهني
- الحقائق أشياء عنيدة: التوظيف والإعاقة في قرن جديد
- موارد الإعاقة التابعة لوزارة العمل الأمريكية
- وزارة العمل الأمريكية - إدارة التوظيف والتدريب - قسم الإعاقة عبر الإنترنت